# پیشینه فوتبال
نخستین پیشینه‌های نوشته‌شده آنچه که احتمالاً کهن‌ترین فعالیت شبیه به فوتبال به حساب می‌آمده را، می‌توان در دست نوشته‌های چینی نظامی در دوره سلسله هان و حدود قرن دوم قبل از میلاد پیدا نمود. آن‌ها با سر سربازان بازنده این بازی را انجام می‌دادند.
این بازی سالیان زیاد انجام می‌شد ولی به نظر می‌رسد که در حدود نیمه قرن ۱۹ میلادی از بین رفته باشد. در سال ۱۹۰۳ و در یک اقدام سمبلیک در جهت احیای سنت‌های باستانی، این بازی مجدداً احیاء گشته و هم‌اکنون نیز در برخی فستیوال‌های توریستی قابل رویت است.
قدمت بازی‌های همراه با توپ فرا آمریکایی که با توپ‌های لاستیکی انجام می‌شده‌اند حتی بسیار قبل از مورد بالا ثبت گردیده‌اند و تصور می‌شود که در مراحل اولیه پیدایش، شباهت زیادی به فوتبال داشته‌اند. اما از آنجایی که فرم‌های بعدی این بازی‌ها شباهت‌هایی با بسکتبال یا والیبال داشته‌اند و همچنین به دلیل آنکه نفوذ این گونه بازی‌ها بروی بازی مدرن فوتبال بسیار کم بوده‌است، بیشتر آن‌ها به‌عنوان فوتبال طبقه‌بندی نمی‌گردند.
یونانیان و اهالی رم نیز به داشتن بازی‌های همراه با توپ که در آن‌ها از پای خود استفاده می‌کرده‌اند، شناخته شده‌اند.
نویسنده رومی سیسرو در یکی از نوشته‌های خود وضعیتی را توصیف می‌کند که در آن مردی در مغازه سلمانی و در حال اصلاح بخاطر شوت شدن یک توپ به داخل مغازه کشته می‌شود.
اعتقاد بر این است که بازی رومی هارپستوم از نوعی بازی تیمی به نام «επισκυρος» (اپی اسکایروس) یا فنیدا که نخستین بار توسط نمایشنامه‌نویس یونانی انتیفانس (۳۱۱–۳۸۸ قبل از میلاد) به کار برده شده و بعداً کلمنت الکساندریا نیز به آن اشاره داشته‌است، گرفته شده‌است. به‌نظر می‌رسد این بازی بنوعی نه چندان واضح شبیه به راگبی بوده‌است.
البته سوابق غیر مستند دیگری از بازی‌های ماقبل تاریخ، باستانی یا سنتی انجام شده با توپ که توسط مردم بومی در سراسر جهان انجام می‌شده نیز در دسترس می‌باشند. به‌عنوان مثال، در سال ۱۶۱۰ ویلیام استراچی از منطقه جیمز تاون نخستین شخصی بود که یک نوع بازی به نام پاهساهمان را که توسط آمریکائی بومی بازی می‌شده را ثبت نموده‌است. در منطقه ویکتوریا، استرالیا، مردم بومی استرالیا نوعی بازی به نام مارن کروک را انجام می‌دادند. در کتاب رابرت برو-اسمیت که در سال ۱۸۷۸ به نام «مردم بومی منطقه ویکتوریاً منتشر شد نیز از مردی به نام ریچارد توماس نام برده شده که در سال ۱۸۴۱ شاهد انجام این بازی توسط مردم بومی منطقه بوده‌است.» آقای توماس توصیف می‌نماید که چطور بازیکن جلو توپ ساخته شده از پوست صاریغ را شوت نموده و دیگر بازیکنان برای گرفتن آن به هوا برمی‌خاستند. «امروزه اعتقاد گسترده‌ای مبنی بر اینکه مارن کروک تأثیر زیادی بر پیشرفت قواعد فوتبال استرالیا داشته، وجود دارد (بخش زیر را ببینید). در سرزمین کانادای شمالی و / یا آلاسکا، اینیوایت (اسکیموها) نوعی بازی بروی یخ بنام»آکاساکتوک" را انجام می‌داده‌اند. هر بازی با حضور دو تیم روبروی هم در دو خط موازی آغاز می‌شد. سپس دو تیم سعی در ضربه زدن به توپ، هدایت آن به سمت خط دروازه حریف و کاشتن گل داشتند.
قدمت این بازی‌ها و امثال آن‌ها به‌طور عمیق در روزگاران باستان قرار داشته و در طول قرون متمادی، تأثیر خود را بر روی فوتبال داشته‌است. به‌هرحال، به‌نظر می‌رسد که مسیر حرکت بسوی فوتبال مدرن در اروپای غربی و به‌خصوص در انگلستان شکل گرفته باشد.

## فوتبال در قرون وسطی

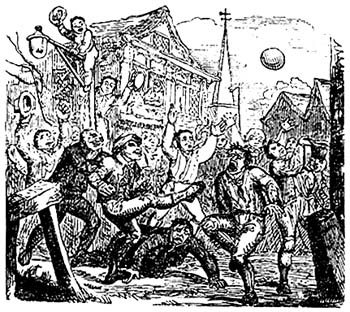
An illustration of so-called "mob football».

در طی قرون وسطی شاهد افزایش بسیار زیاد محبوبیت مسابقات سالیانه فوتبال شرووتاید در سراسر اروپا خصوصاً انگلستان هستیم. بازی انجام شده در انگلستان در این زمان، احتمالاً از اشغال روم آغاز گشته، ولی شواهد متقنی در این زمینه در دسترس نمی‌باشد. گزارش‌های که از نوعی بازی مرسوم در بریتانی، نرماندی و پیکاردی به نام «چوله» یا «سوله» در دست است، موید آنست که وجود برخی از انواع فوتبال در انگلستان نتیجه پیروزی نرمان‌ها است.
این نوع‌های قدیمی فوتبال، که عادتاً به‌عنوان فوتبال عامیانه طبقه‌بندی می‌گشته‌اند، بین تیم‌های شهرها و روستاهای همجوار که شامل تعداد نامحدود بازیکن بوده‌اند بازی می‌شده‌اند. این بازیکنان در میان انبوه جمعیت تلاش درکشیدن مثانه باد کرده خوک به سمت محل‌های نشانگذاری شده واقع در دو سر شهر می‌نمودند (گاهی اوقات نیز به جای محل‌های نشانگذاری شده، تیم‌ها سعی می‌کردند که مثانه باد کرده خوک را بروی بالکن کلیسای حریف شوت کنند).
یک افسانه که می‌گوید سر منشأ این بازی‌ها در انگلستان دارای قدمتی بیشتر بوده و به مراسم خونین لگد زدن به «سر بریده دان» برمی‌گردد، بعید به‌نظر می‌رسد که حقیقت داشته باشد. بازی‌های شرووتاید در شماری از شهرهای انگلستان هنوز وجود دارند (قسمت زیر را ببینید).
نخستین تعریف فوتبال در انگلستان توسط ویلیام فیتزاستیفن (۱۱۸۳–۱۱۷۴) ارائه گردید. او فعالیت‌های جوانان لندن در خلال فستیوال سالیانه سه شنبه مذهبی را مورد توصیف قرار داد.
«پس از صرف ناهار تمام جوانان شهر به دشت‌های اطراف می‌روند تا با توپ بازی کنند. دانش آموزان هر مدرسه توپ خود را دارند؛ کارگران اصناف شهر نیز توپ‌های خودشان را به‌همراه دارند. بزرگ‌ترهای شهر، پدران و ثروتمندان سوار بر اسب وارد شده تا مسابقه جوانترها را دیده و خاطرات جوانی خود را زنده کنند: شما می‌توانید شاهد انگیزش احساسات درونی آن‌ها در هنگام دیدن بازی و غرق در شادی شدنشان فارغ از دغدغه‌های بزرگسالی باشید»..
نخستین نام‌های اطلاق شده به بازی به‌طور ساده عبارت بودند از «توپ بازی» یا «بازی با توپ». این نامگذاری موید آنست که بازی در آن زمان مستلزم ضربه زدن به توپ نبوده‌است؛ بنابراین همانگونه که توضیح داده شده، ضربه پا به‌طور مسلم در بازی‌های قرن ۱۴ وجود داشته‌اند.
در مراسم ۱۳۲۱ بخشایش اویگنون توسط پاپ دوازدهم به ویلیام داسپالدینگ از شودهام اعطا گردید:
"تقدیم به ویلیام داسپالدینگ، حاکم اسکالدهام و بدستور سمپرینگهام. در طول بازی با توپ و هنگامی‌که او به توپ ضربه زد، یکی از دوستان او که نام او نیز ویلیام بود جلوی او دوید که با چاقویی که توسط حاکم حمل می‌شد خود را به‌شدت مجروح نمود. به‌طوری‌که پس از شش روز جان خود را از داد. بخشایش اعطاء شد و هیچ توبیخی شامل ویلیام داسپالدینگ که خیلی از مرگ دوست خود اندوهناک بوده و آنطور که دشمنانش می‌گفتند هراس آن داشت که موضوع به پاپ کشیده شود، نمی‌گردد.
به همین ترتیب چاسر نیز کنایه‌ای آزار دهنده نسبت به آنچه امروز فوتبال معاصر در انگلستان نامیده می‌شود، دارد. در داستان‌های کانتربری (که بعد از سال ۱۳۸۰ نوشته شد) از این عبارت استفاده شده‌است «رولری زیر پا که کار توپ را انجام می‌دهد» . در سال ۱۳۶۳ اظهار زیر توسط ادوارد سوم بیان گردید. قابل ذکر است که در زمان حاضر بازی فوتبال در انگلستان کاملاً از بازی هندبال متمایز شده‌است.
«از آن گذشته ما فرمان می‌دهیم که در برابر بازی‌های بی‌اساسی مانند پرتاب سنگ، چوب و آهن، هندبال، فوتبال، یا هاکی، تعلیم و اجرای جنگ خروس‌ها، مجازات زندان و زیر آفتاب قرار دادن مقرر گردد».
اظهار نظر واضح بعدی راجع به فوتبال در سال ۱۴۰۹ و آن زمان بود که شاه هنری چهارم انگلستان فرمان منع آن را صادر نمود. در سال ۱۴۲۴، شاه جیمز اول انگلستان نیز سعی در منع فوتبال نمود. ولی به‌هرحال نخستین اشاره مستقیم به استفاده از توپ در سال ۱۴۸۶ انجام شد.. همچنین از تاریخ ۱۱ آوریل ۱۴۹۷ حسابی پولی به جی[خرید]اری نماید.. قدیمی‌ترین توپ فوتبال احتمالاً در سال ۱۵۴۰ در اسکاتلند و از جنس چرم و پوست مثانه خوک ساخته شد. (این توپ در سال ۱۹۸۱ در قسمت زیر سقف اتاق ملکه، قلعه استرلینگ کشف شده و هم‌اکنون در نگارخانه اسمیت در استرلینگ به معرض تماشا گذاشته شده‌است) به‌هرحال، نمی‌توان به‌عنوان قطع و یقین تأیید نمود که مورد مصرف این توپ در بازی با پا بوده‌است و نظر به سایز کوچک آن، موزه ملی اسکاتلند نظر داده که مورد مصرف آن در بازی مانند تنیس به نام پلوان بوده‌است.
یک راهب قرن ۱۵ بازی فوتبال در کانتون ناتینگهام شایر را این‌گونه توصیف نموده‌است: «بازیکنان یک توپ بزرگ را به جلو می‌رانند. اینکار را نه با پرتاب آن در هوا و بلکه با ضربه زدن و چرخاندن آن بروی زمین و نه با دستان بلکه با پا انجام می‌دهند. این اظهار موید آنست که بازی‌های مشخص فوتبال ضربه‌ای، در آن زمان در انگلستان مرسوم بوده‌است. با این حال هنوز نمی‌توان صد در صد مطمئن بود زیرا این راهب ادامه می‌دهد که :» می‌گویم یک بازی به اندازه کافی منفور… که به‌ندرت بدون باخت، حادثه یا زیان خود بازیکنان خاتمه می‌یابد. '
نخستین رکورد ثبتی از یک جفت کفش فوتبال مربوط به زمانی است که هنری هشتم در سال ۱۵۲۶، دستور آوردن آن از کمد بزرگ را صادر نمود . بدبختانه این کفش‌ها در حال حاضر وجود ندارند. ولی به‌هرحال این مورد ثابت می‌کند که شاه انگلستان به این بازی توجه داشته‌است.
مشهور بودن فوتبال به‌عنوان یک بازی خشن در اکثر آثار بعد از قرن ۱۶ انگلستان آورده شده‌است. در سال ۱۵۳۱ سر توماس الیوت این عبارت که مجدداً خطر فوتبال (و همچنین منافع تیراندازی) را یادآور می‌گشت را در «کتابی به نام حاکم» آورده‌است:
"ممکن است برخی از مردان بگویند که در این میانه، که من خیلی زیاد از تیراندازی تعریف می‌کنم. چرا رشته هائی مانند بولینگ، کلاشه، پاینز، و کایت را توصیه نمی‌کنم؟ حقیقتاً بدو دلیل آخر که برای اشراف‌زادگان مهم است، فوتبال چیزی نیست جز خشم و خشونت زیاد؛ جایی که روش بازی، عناد و عدم کمک به مصدومین است؛ جایی که مصدوم در سکوتی ابدی باقی می‌ماند. در کلاشه نیروی کمی بکار گرفته می‌شود. در بولینگ اغلب وقت بسیار زیاد است؛ درحالی‌که در ساینوز تلاش زیادی بکار می‌رود و شراب زیاد نوشیده می‌شود. درحالی‌که اغلب زمان یا کاهش نیرو و چالاکی بازوها همراه است. جایی که
در تیراندازی، اگر تیرانداز از قدرت کمان استفاده نکند، هرگز نمی‌تواند موفق گردد.
نخستین اشاره به فوتبال در ایرلند در سال ۱۵۲۷ در اساسنامه گالوی آمده که در آن اجازه بازی فوتبال و تیراندازی صادر شده ولی «هاکی» و امدش؛ نوعی هاکی پانزده نفره که با توپ کوچک و چوب بازی می‌شده به همراه دیگر رشته‌های ورزشی منع شده‌اند. (نخستین مسابقه ثبت شده فوتبال در ایرلند به سال ۱۷۱۲ و بین تیم‌های روستا و میث در اسلین بوقوع پیوسته‌است)
در سال ۱۶۲۵ سر رابرت کری در کتاب خود با نام خاطرات معاملات مرزی به یک جلسه با هدف برگزاری بازی فوتبال در کلسو واقع در مرزهای اسکاتلند اشاره می‌کند که با «تعدی انگلستان خاتمه می‌یابد». او چنین فوتبالی را به‌عنوان «مسابقه‌ای با نهایت خشونت و حوادث وخیم که در درگیری‌ها به‌وجود می‌آید، توصیف می‌نماید»!

## کالچو فیورنتینو (فوتبال فلورانسی=توپ زدن با پای فلورانسی)

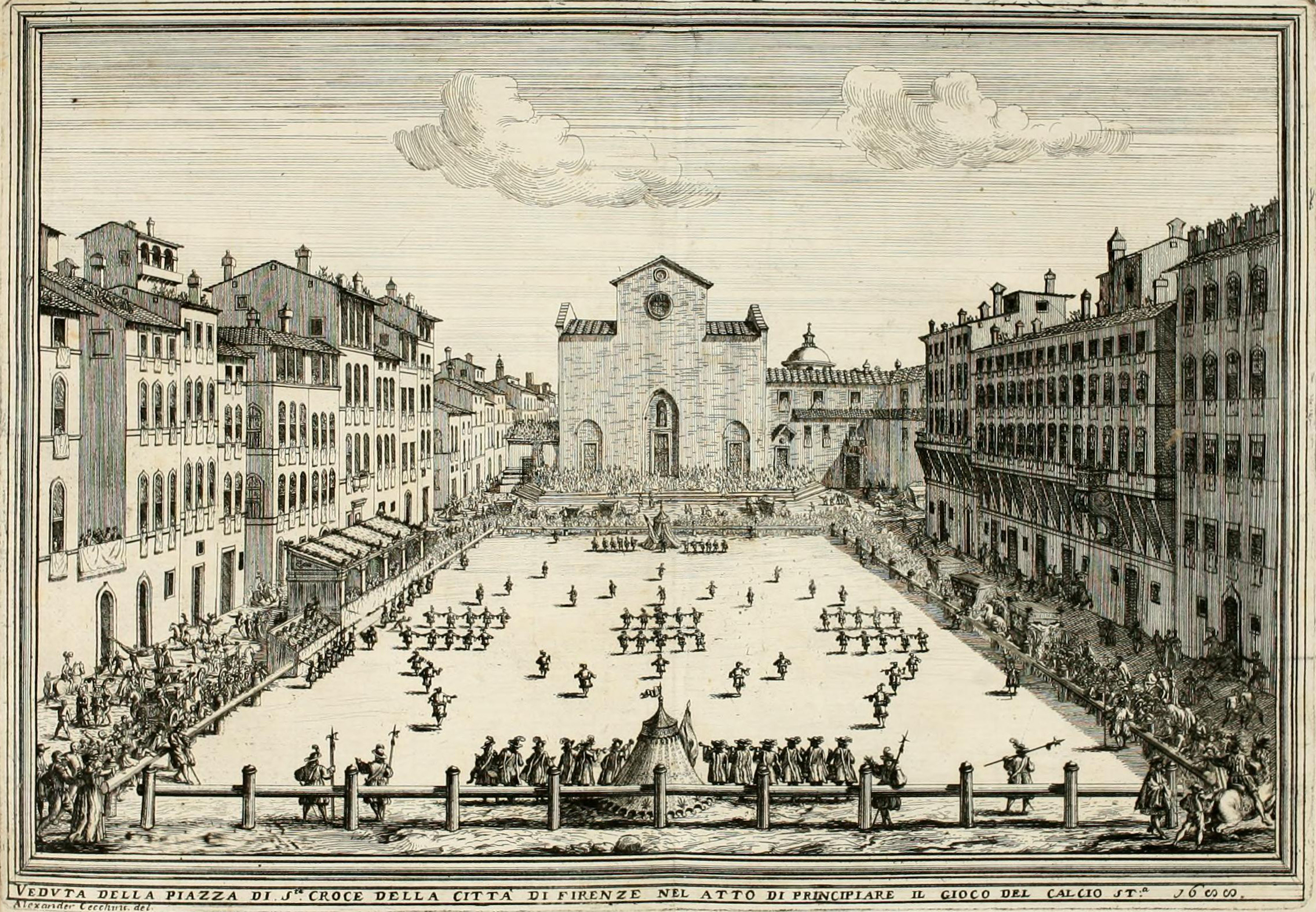
An illustration of the Calcio Fiorentino field and starting positions, from a 1688 book by Pietro di Lorenzo Bini.

در قرن ۱۶، شهر فلورانس با یک بازی که امروزه به نام ""کالچو استوریکو"" (توپ زدن با پای تاریخی) شناخته می‌شود، دوران بین ظهور عیسی و ماه روزه را درشهرپیزا دلا نوور ویا پیزا سانتا کروس جشن گرفت. اشراف جوان شهر لباس‌های عای ابریشمی در برکرده و در یک فرم خشن فوتبال شرکت نمودند. به‌عنوان مثال، بازیکنان «کالچو» می‌توانستند از ضربات مشت، شانه و لگد به حریفان خود استفاده کنند. ضربات به قسمت زیر کمربند نیز مجاز بود. ریشه این بازی در آموزش تمرینات نظامی بود.
معروفترین مسابقه در ۱۷ فوریه سال ۱۵۳۰ انجام شد. هنگامی‌که سربازان چارلز چهارم، امپراتور مقدس رم فلورانس را محاصره کرده بودند. یک مسابقه «کالچو» برای نشان دادن مقاومت برگزار گردید. در سال ۱۵۸۰، کانت جیوانی دبرادی دورنیو کتابی با عنوان «دیسکورسو سوپرا گیوسودل کالچو فیورنتینو» نوشت. که برخی اوقات به‌عنوان نخستین کتاب منتشر شده قواعد بازی فوتبال شناخته می‌شود. این بازی در طول زمان ژانویه ۱۷۳۹ تا می۱۹۳۰ یعنی زمان احیای آن به‌مناسبت ۴۰۰ صدمین سالگرد مسابقه یادشده، بازی نشد.
«کالچو» هنوز به‌عنوان جذب گردشگر بازی می‌شود.

## عدم تصویب و تلاش جهت منع بازی فوتبال
تلاش‌های بیشماری در جهت ممنوع ساختن مسابقه فوتبال به‌خصوص از نوع خشن و تفرقه افکن آن صورت گرفته‌است. این تلاش‌ها به‌خصوص در انگلستان و دیگر بخش‌های اروپا در دوران قرون وسطی و اوایل عصر مدرن. در بین سال‌های ۱۳۲۴ تا ۱۶۶۷ فوتبال به موجب بیش از ۳۰ قانون محلی و سلطنتی در انگلستان ممنوع بود. احتیاج به تکرار مکرر وجود چنین قوانینی نشانه سخت بودن ممنوع نگه داشتن بازی‌های مشهور است.
شاه ادوارد دوم آنقدر از بی قانونی فوتبال در لندن آزرده شد که در مورخ ۱۳ آوریل سال ۱۳۱۴ فرمان ممنوعیت آن را صادر نمود: «از آنجائیکه سرو صدای زیاد در شهر بخاطر ضربه زدن به توپ‌های بزرگ ایجاد می‌شود و بر اثر آن شیاطین زیادی که خدا آن‌ها را منع کرده برمی‌خیزند؛ ما به نیابت از شاه، مجازات زندان را برای افرادی که به این بازی مبادرت ورزند، مقدر می‌سازیم.»
دلایل ممنوعیت از سوی ادوارد سوم در ۱۲ ژوئن سال ۱۳۴۹ کاملاً واضح بودند: فوتبال و دیگر بازی‌های سرگرمی باعث عدم توجه عوام الناس به تمرین تیراندازی که از ملزومات جنگ است، می‌گردد.
در سال ۱۶۰۸ مقامات محلی شهر منچستر شکایت نمودند که: آنطور که بما گزارش شده‌است، بازی فوتبال…[اینجا] در منچستر باعث بی نظمی فراوان شده‌است و شیشه‌های پنجره‌ها شکسته و باعث گرد آمدن اوباش و افراد بی نظم گردیده‌است… « در همان سال کلمه فوتبال با حالتی منفی در کلام ویلیام شکسپیر ظاهر شد. در نمایش نامه» شاه لیر «شکسپیر مطلبی به این شرح وجود دارد:» نه ترایپت و نه شما حق بازی فوتبال را ندارید"(پرده اول، صحنه ۴).
شکسپیر همچنین نام این بازی را در نمایش «کمدی اشتباهات» آورده‌است (پرده دوم صحنه ۱):
«آیا من همان مقدار نسبت به تو کامل هستم که تو نسبت به من،»
«آن بمانند فوتبال است. آیا براستی به من لگد زدی؟»
«تو واقعاً به من لگد زدی، بنابراین او نیز در اینجا مرا لگد کوب خواهد کرد:»
«اگر من در این راه تاب آورم، آنگاه باید مرا جامه‌ای از چرم در بر نمائی.»
کلمه «اسپارن» در ادبیات بمعنای «لگد زدن و دور انداختن» است، بنابراین نتیجه گرفته می‌شود که بازی شامل ضربه زدن بازیکنان به توپ بوده‌است.
به‌هرحال بازی لگد پرانی (جایی که بازیکنان از یک چوب شیار دار جهت بازی با توپ استفاده می‌کرده‌اند) که در ایرلند بازی می‌شده‌است، آنقدر خشن به‌نظر می‌رسیده که مقامات شهر گالوی ترجیح می‌دادند که مردم فوتبال بازی کنند. در سال ۱۵۲۷ آن‌ها اعلام کردند «در هیچ زمان مبادرت به بازی لگد پرانی با توپ کوچک با چوب هاکی یا چوب معمولی وهمچنین مبادرت به بازی هندبال بدون دیوار ممنوع و فقط بازی فوتبال مجاز است.»
به‌هرحال در "کتاب ورزش هاً اثر شاه جیمز به مسیحیان توصیه می‌شد که هر یکشنبه بعد از ظهر و بعد از مراسم دعا و نیایش فوتبال بازی کنند .
این کتاب توسط اسقف مورتن و با راهنمائی
شاه در مورخه ۲۴ می۱۶۱۸ در گرینویچ، مورد تصحیح قرار گرفت. در ابتدا دستور آن بود که متن این کتاب صرفاً در کلیساهای حوزه مانکا شایر خوانده شود. هدف کتاب آرامش بخشیدن به سر سختی پروتستان‌های ساده کیش انگلستان در محترم داشتن روز تعطیل یکشنبه بود؛ زیرا این تنها راه منحرف نمودن اذهان مردم بود. 

## مدارس عمومی انگلیسی
درحالی‌که انواع بازی فوتبال در سراسر بریتانیا بازی می‌شد، مدارس عمومی (شهریه‌ای) انگلیسی نقش بسیار عمده‌ای در پیشرفت و خلق فوتبال مدرن (انجمن و فوتبال راگبی) ایفاء نمودند. اولا، شواهد موید آن است که این مدارس در قرن شانزدهم نقش کلیدی درگرفتن خشونت از متن فوتبال داشته و آن را تبدیل به یک ورزش تیمی برنامه‌ریزی شده نمودند که مناسب بچه مدرسه‌ای‌ها گردید. ثانیاً، بسیاری از اشارات (به‌عنوان مثال شعر) و متون مربوط به فوتبال توسط افرادی ارائه گشت که در همین مدارس تحصیل نموده و عملاً تمایل به آشکار ساختن شناخت خود نسبت به این ورزش داشتند. و نهایتاً، در قرن نوزدهم دانش آموزان / معلمان نخستین اشخاصی بودند که به تدوین قواعد رسمی نخستین شکل فوتبال مدرن پرداختند تا زمینه انجام این بازی را بین مدارس ایجاد نمایند.
نخستین مستندی که نشانگر وجود بازی فوتبال در مدارس انگلیسی مدارس عمومی و امدش؛ و حضور عمده پسران طبقات بالا، متوسط و طبقه متخصص و امدش بود در اثر «عوام الناس» ویلیام هرمن به سال ۱۵۱۹ آورده شده بود. هورمن مدیریت اتون (۶/۱۴۸۵ – ۵/۱۴۹۴) و همچنین وینچستر را بر عهده داشت و کتاب لاتین او شامل یک تست ترجمه با عبارت «ما با یک توپ پر باد بازی می‌کنیم» می‌گردید.
ریچارد مالکستر en:Richard Mulcaster، دانش آموز سابق کالج اتون و مدیر مدرسه مرچنت تیلورز (۱۵۶۱) و مدرسه سنت پل (۱۵۹۶) به‌عنوان «بزرگ‌ترین هوادار فوتبال در قرن شانزدهم» معرفی گردیده‌است. . سهم یکتای مالکستر تنها در اشاره به «فوتبال» با نام صحیح انگلیسی آن خلاصه نگشته و بلکه بخاطر فراهم آوردن مستندات اولیه تیم برنامه‌ریزی شده فوتبال است. مالکستر تأیید می‌نماید که بازی مورد نظرش از طریق تمیز دادن آن با بازی‌های انجام شده با دیگر قسمت‌های بدن مانند هند بال و آرم بال، خیلی شبیه تر به فوتبال مدرن است. او در کتاب شخصی خود به سال ۱۵۸۱ که به زبان انگلیسی نوشت به فواید زیاد «فوتبال» اشاره کرد. عنوان این کتاب عبارت بود از «وضعیت‌هایی که در آن شرایط ابتدائی لازم جهت آموزش کودکان مورد مطالعه قرار می‌گیرند».. او اظهار می‌دارد که فوتبال دارای اثر مثبت تحصیلی بوده و در تقویت سلامتی و قدرت کودکان مؤثر است. مباحث مالکستر در خصوص فوتبال، نخستین مباحثی بود که در آن از تیم («طرف هاً و» پارتی هاً)، وضعیت‌ها («ایستادن»)، منفعت وجود داور (" قضاوت‌کننده بین پارتی هاً) و مربی (مدیر آموزش) سخن به میان آمد. مالکستر نوعی بازی را توصیف می‌کند که برای تیم‌های کوچک برنامه‌ریزی شده تحت نظر یک داور بکار می‌آید (و به‌طور خیلی واضح اشاره به این مهم دارد که بازی مورد نظر او از بی نظمی و خشونت فوتبال عامیانه بدور بوده‌است): با چنین دیدگاهی شمار کمتری به طرف‌ها و پارتی‌ها تقسیم می‌شوند، برخورد فیزیکی سخت و خشن و جود ندارد همچنین از هل دادن با شانه و انجام حرکات بی هدف و بربر مانند پرهیز و فقط از فوتبال جهت تقویت بدن و ساق‌های پا استفاده می‌شود. در نتیجه این اشتیاق به ورزش و تعاریف صحیح از بازی مدرن، ریچارد مالکستر به‌عنوان پدر فوتبال مدرن شناخته می‌شود.
سر هنری وتون (متولد ۱۵۶۹) که در دوره‌های کالج وینچستر شرکت نموده و بعدها رئیس اتون گردید، در یکی از اشعار خویش به فوتبال اشاره نموده‌است:
«آنجائیکه، به قصد انجام فوتبالی محکم، جون به باب یا دوقلوها ضربه می‌زند»
[سر هنری وتون، در کنار رودخانه در حال ماهیگیری – شرحی از بهار، ذکر شده در پی. یانگ (۱۹۶۹)، صفحه ۳۲]
شواهدی در دست است که بازی‌های پیچیده شبیه به انواع مدرن آن‌ها در اوایل قرن ۱۷ در بریتانیا انجام می‌شده‌اند. در سال ۱۶۳۳ آموزگاری از آبردین به نام دیوید ودربرن، چنین مسابقه‌ای را به این شرح توصیف نموده‌است: بیایید زمین خود را انتخاب کنیم. آن‌هایی که بیرون زمین هستند به داخل بیایند. با پا ضربه بزن تا بتوانیم بازی را شروع کنیم.." اهمیت این اظهارات آن است که نشان می‌دهد که بازی ضربه زدن به توپ در قرن ۱۷ محدود به مدارس انگلیس نبوده‌است.
تعریف دقیق تری از فوتبال در کتاب ورزش‌های فرانسیس ویلوگبای در حدود سال ۱۶۶۰ آورده شده‌است 1859284604&id=P-io9DcBllkC&pg=PA168&lpg=PA168&vq=football&dq=willughby+book+of+sports&sig=qfpFofLjtqtwe0Y13Av4KZHvSA8,
این نظریه خصوصاً از این جهت قابل توجه‌است که به فوتبال با نام صحیح آن اشاره و برای نخستین بار بشرح زیر توضیح ارائه نموده‌است: دروازه‌های و دیرک خیمه مانند («محوطه بسته‌ای که دو طرف آن باز است. این خروجی را دروازه می‌نامند») تاکتیک‌ها («قرار دادن بهترین بازیکنان جهت محافظت از دروازه»)، امتیازبندی («آنهایی که بتوانند برای نخستین بار توپ را از دروازه حریف بگذرانند، به‌عنوان برنده تلقی می‌گردند») و روش انتخاب تیم‌ها («بازیکنان از نظر قوای جسمانی و چالاکی به صورت مساوی تقسیم می‌گردند»). او نخستین شخصی بود که قانون فوتبال را توضیح داد: «در اغلب مواقع هنگامی که بازیکنان با هم به توپ رسیده و قصد ضربه زدن به توپ را دارند، احتمال ضربات بی‌اختیار و شکسته شدن ساق پای آن‌ها متصور است، بنابراین قانونی وجود دارد که بر طبق آن بازیکنان مجاز نیستند ضربات را بالاتر از سطح توپ وارد نمایند». نظر او در خصوص خود توپ نیز خیلی آموزنده‌است: «آن‌ها یک مثانه محکم خوک را باد کرده و سر آن را با سرعت هر چه تمام تر می‌بستند. پس آن را در داخل پوست گاو نر انداخته و به‌سرعت می‌دوختند». او اضافه می‌کند: «هرچه ضربه به توپ قوی تر بود، توپ بهتر شوت می‌شد. آن‌ها گاهی اوقات در داخل آن جیوه قرار می‌دادند تا از خوابیدن باد آن جلوگیری به عمل آورند». کتاب او همچنین برای نخستین بار نقشه یک زمین فوتبال را به تصویر می‌کشید. دلیل ایجاد ارتباط ویلوگبی بین سیستم مدارس عمومی آن بود که او در مدرسه ساتون کلدفیلد درس خوانده بود و در عین حال دانش آموز دانشگاه کمبریج نیز بود و مکرراً به کتابخانه بادلیین دانشگاه آکسفورد نیز رفت و آمد داشته‌است.
اشاره مشخص بعدی به فوتبال در مدارس عمومی را می‌توان در اشعار لاتین رابرت ماتیو که فارغ‌التحصیل وینچستر در طی سال‌های ۱۶۴۳ الی ۱۶۴۷ بوده، پیدا نمود. او توصیف می‌کند که چطور «... ما ممکن است کویتز، یا هندبال، یا بت اند بال، یا فوتبال بازی کنیم؛ این بازی‌ها معصومانه و قانون مند هستند…» [ آر. ماتیو دکالج سو پوتیوزکالجیاتا شولا ویچامیکا وینتوننسی ترانس. در آر کی کوک، در خصوص کالج وینچستر (مک میلان، ۱۹۱۷) صفحه ۲۱] «ناگ اتوننسز» (۱۷۶۶) اثر تی فرانکلند نیز «زمین فوتبال» در اتون متذکر می‌شود.
در اوایل قرن ۱۹، (قبل از قانون سال ۱۸۵۰ کارخانه، اکثر طبقه کارگر مردم بریتانیا مجبور بودند که بیش از دوازده ساعت در روز و غالباً شش روز در هفته کار کنند. آن‌ها هیچ زمان و تمایلی برای وقت‌گذاری جهت ورزش و تفریح در اختیار نداشتند. در آن زمان بسیاری از کودکان نیز جزء نیروی کار محسوب می‌گشتند. روز عید فوتبال در شاهراه عوام مردم در حال افول بود. از این رو شاگردان مدرسه‌ای که از زیر بار کار طاقت فرسا آزاد بودند تبدیل به مبتکران بازی‌های فوتبال برنامه‌ریزی شده بر اساس قواعد رسمی گردیدند. این بازی‌ها به تدریج تبدیل به بازی‌های فوتبال مدرن گردیند که ما امروزه آن‌ها را می‌شناسیم.
بعدها برخی از مدارس ملی فوتبال را به عنوان وسیله ترغیب حس رقابت و سالم نگه داشتن وضعیت جسمانی دانش آموزان مورد استفاده قرار دادند. هر مدرسه به مقتضی اندازه زمین بازی خود، قواعد مخصوص بخود را تدوین می‌نمود. قوانین به‌طور گسترده‌ای از مدرسه به مدرسه متفاوت بودند و این تفاوت با ورود دانش آموزان جدید عمیق‌تر نیز می‌گردید. بعد از مدت زمان کوتاهی، دو مکتب فکری در خصوص چگونگی انجام بازی فوتبال به وجود آمدند. برخی از مدارس بازی را ترجیح می‌دادند که در آن توپ را می‌توان حمل نمود (مانند راگبی، مارلبرو و چلتنهام)، درحالی‌که مدارس دیگر روش ضربه پا و دریبل کردن توپ را می‌پسندیدند (مانند روش اتون، هارو، وست مینستر و چارتر هاوس). پاره‌ای از اختلافات در این دو گروه ناشی از شرایط انجام بازی می‌گردید. در چارتر هاوس و وست مینستر، که هر دو مدرسه در منطقه ممنوعه لندن قرار داشتند، پسران محدود به توپ بازی در مکان‌های سرپوشیده که انجام بازی و تحرک لازم آن را سخت می‌نمود، بودند.
نقل است که یکی از شاگردان مدرسه راگبی به نام ویلیام وب الیس، در سال ۱۸۲۳ با برداشتن توپ و دویدن به سمت دروازه حریف «به‌شدت قوانین فوتبال در زمان خود را نقض نمود». مشهور است که این عمل سر آغاز رشته فوتبال راگبی بوده‌است ولی دلیل محکمی بر اثبات این ادعا وجود نداشته و مورخان معتقدند که این داستان جعلی است. با وجود این در سال ۱۸۴۱ (بنا به برخی روایات ۱۸۴۲)، «دویدن» با توپ از زمانی به‌عنوان راگبی پذیرفته شد که یک بازیکن توپ را از روی یک جهش گرفت. او در آفساید قرار نداشته و توپ را نیز پاس نداده بود.
شواهد ایجاد فصل فوتبال در مدارس ملی انگلیس در کتاب «گزیده بنتلی» (۱۸۴۴) آورده شده‌است.
.
در یکی از فصول این کتاب به نام «مناظر اتون و مردان اتون»، گردش فصلی ورزش توضیح داده شده‌است:
«پسران خوب کریکت را در تابستان و هاکی را در زمستان بازی می‌کنند. ولی نوجوانان در تابستان قایق‌ها را بکار انداخته و در زمستان فوتبال بازی می‌کنند».
باشگاه‌های فوتبال (و دیگر ورزش‌های) مدارس بخش مرکزی حیات مدارس ملی انگلیس در قرن نوزدهم بحساب می‌آمدند. در آن زمان، چارلز بریستد نویسنده آمریکایی در کتاب «پنج سال در دانشگاه انگلیس» (۱۸۵۲) به روایت زندگی خود در دانشگاه کمبریج در دهه ۱۸۴۰ پرداخت. هنگام بحث در خصوص کالج اتون و مدرسه راگبی (گرفته شده از مکاتبات دانشجویان قبلی) چنین بیان می‌دارد: «[یک پسر] به خانه‌ای که به آن تعلق دارد افتخار می‌کند همان‌طوری‌که یک مرد به کالج خود؛ اگرچه در باشگاه‌های کریکت و فوتبال، و به‌طور کلی در مسابقات دویدنی و پریدنی، بازیکن با کل مدرسه رقابت می‌کند، اما هنوز به باشگاه پاییزی فوتبال تعلق دارد که بیست تا سی پسر را در خانه خود جا داده‌است و بنابراین مسابقات فی مابین این خانه‌ها بمانند مسابقات بین کالج‌ها برگزار می‌گردد»
"
از همه مهم‌تر آنست که این مطلب موید نخستین مسابقات برنامه‌ریزی شده بین تیم‌های فوتبال نه در سطح مدارس بلکه بین خود تیم هاست. روشن است که جهت انجام مسابقه بین کالج‌ها نیاز به توافقی روشن بروی اصول و قواعد الزامی بوده‌است. این الزام توأم با وجود وقت و پول کافی باعث به‌وجود آمدن و خلق قواعد فوتبال مدرن توسط مردمی شد که دانش‌آموخته مدارس ملی و دانشگاه‌های انگلیس گردید. این اظهار همچنین اشاره به ایجاد «فصل فوتبال» در مدارس ملی انگلیس دارد که تا امروز به صورت بلا انقطاع در فصول پاییز ادامه داشته‌است.
شکوفائی حمل و نقل ریلی در بریتانیا در دهه ۱۸۴۰ باعث گردید که مردم قادر شوند که بیشتر و راحتتر از قبل به سفر بپردازند. از این جهت امکان انجام مسابقات ورزشی بین مدارس نیز تسهیل گردید. درحالی‌که امکان فهم آسان قواعد محلی ورزشی از طریق بازدید مدارس فراهم بود، امکان بازی فوتبال بین مدارس به دلیل اینکه هر مدرسه از قوانین خود پیروی می‌نمود، تقریباً غیرممکن بود.
بنظر می‌رسد که در طی این مدت، قواعد بازی راگبی مدرسه‌ای لااقل بیش از دیگر بازی‌های مدرسه‌ای گسترده گردید. به‌عنوان مثال، دو باشگاه که ادعا می‌شود نخستین و / یا قدیمی‌ترین باشگاه فوتبال دنیا هستند، نه از آن جهت که بخشی از مدرسه یا دانشگاه بحساب می‌آمدند، هر دو در فوتبال راگبی قوی هستند: باشگاه بارنیز که گفته می‌شود سال تأسیس آن ۱۸۳۹، و باشگاه فوتبال بیمارستان گایز که بر اساس گزارش‌ها در سال ۱۸۴۳ تأسیس گردید. در این رابطه نه تاریخ ونه تنوع بازی‌های فوتبال انجام شده سوابق مستندی وجود ندارد، اما به هر حال چنین ادعا هائی اشاره به محبوبیت راگبی قبل از ظهور قواعد مدرن دیگر دارد.

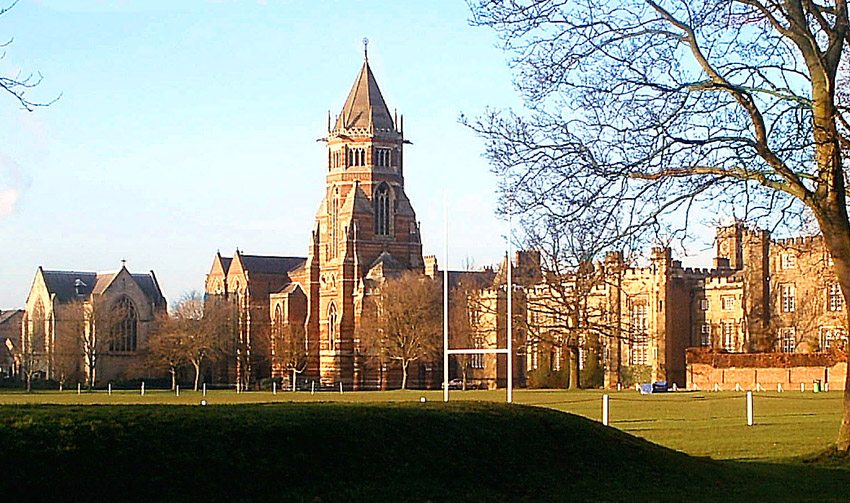
Rugby School

در سال ۱۸۴۵ سه پسر در مدرسه راگبی اقدام به تدوین قانون و سپس اجرای آن در مدرسه نمودند. این قواعد نخستین سری قواعد (یا کدهای) مکتوب هر نوع فوتبال بحساب می‌آیند . این امر در نهایت به گسترش بازی راگبی منجر گردید.

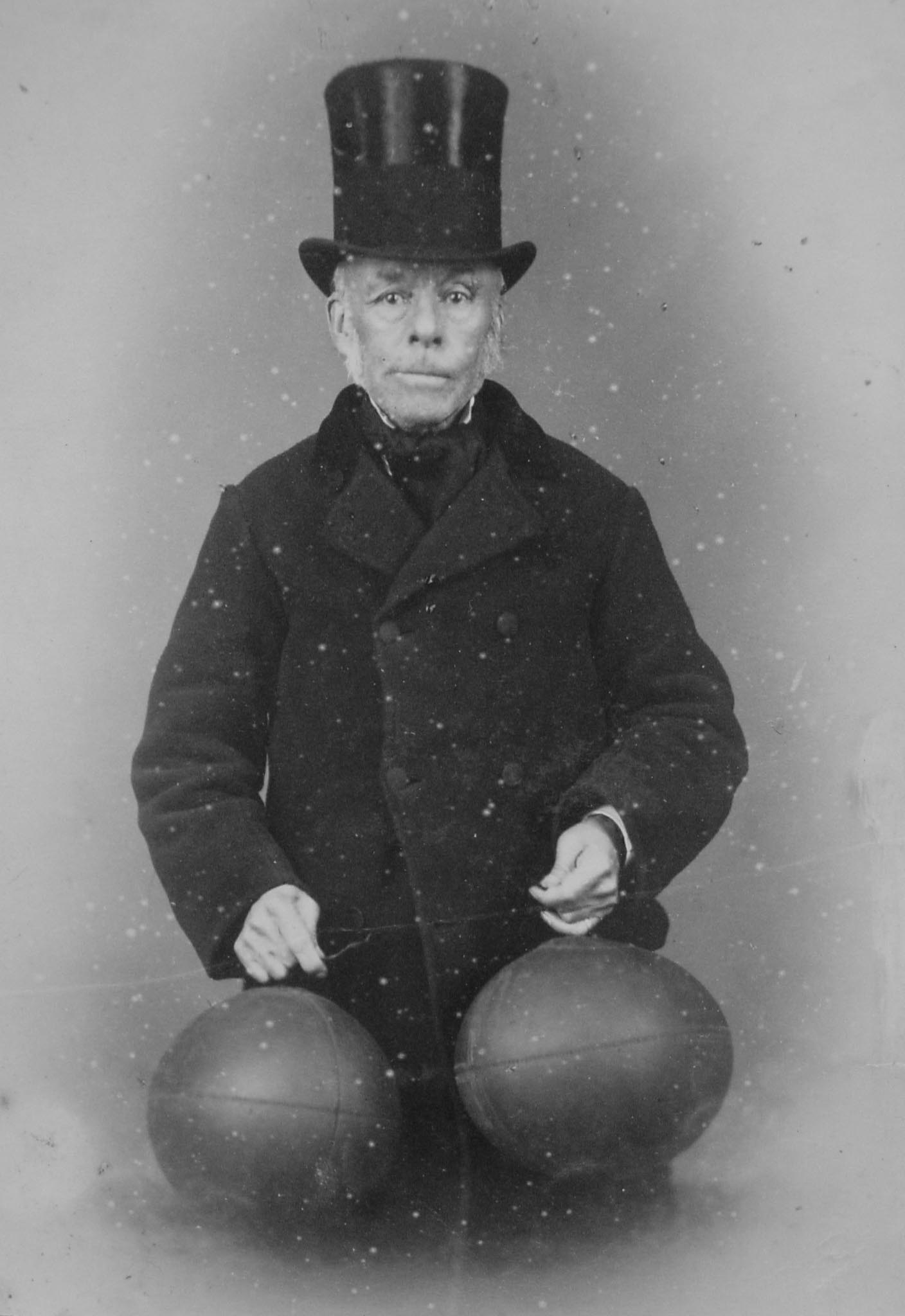
Richard Lindon (seen in 1880) is believed to have invented the first footballs with rubber bladders.

## پیشرفت‌های دیگر در دهه ۱۸۵۰
توجه روزافزون و پیشرفت انواع بازی‌های فوتبال انگلیسی، در سال ۱۸۵۱ زمانی‌که ریچارد لیندن و ویلیام گیلبرت که هر دو تولیدکننده کفش و چکمه راگبی بودند، در نمایشگاه بزرگ لندن اقدام به نمایش توپ‌های گرد و بیضی شکل نمودند، نشان داده شد. ریچارد لیندن بخاطر ابتکار تولید «توپ قابل ارتجاع کیسه‌ای» و «پمپ دستی برنجی» به دریافت مدال نائل گردید.
باشگاه فوتبال دانشگاه دوبلین و امدش؛ که در کالج ترینیتی دوبلین در سال ۱۸۵۴ به وجود آمد و بعدها به‌عنوان پایگاه بازی مدرسه‌ای راگبی مشهور گردید؛ به‌طور اختلاف برانگیز به‌عنوان قدیمیترین باشگاه فوتبال جهان در هر نوع قانون و قاعده ورزشی شناخته می‌شود.
در اواخر دهه ۱۸۵۰، بسیاری از باشگاه‌ها جهت انجام انواع بازی فوتبال در کشورهای انگلیسی زبان شکل گرفتند. (جهت کسب اطلاعات بیشتر بخش قدیمیترین باشگاه /های فوتبال را ببینید)
باشگاه فوتبال شفیلد که توسط دو نفر از دانش آموزان سابق مدرسه هارو بنام‌های ناتانیل کرسویک. ویلیام پرست در سال ۱۸۵۷ بنیان‌گذاری شد بعدها به‌عنوان قدیمی‌ترین باشگاه انجمن فوتبال (ساکر) معروف گردید. به‌هرحال، این باشگاه در ابتدا بازی را با قواعد خود یعنی قواعد شفیلد انجام می‌داد. البته برخی شباهت هائی با قوانین کمبریج بچشم می‌خورد ولی به بازیکنان اجازه داده می‌شد که به توپ با دست «ضربه» زده و آن را پرتاب نمایند. همچنین به هیچ عنوان قاعده آفساید نیز وجود نداشته و بنابراین بازیکنان مهاجم مجاز به قرار گرفتن دائم در کنار دروازه حریف بودند. این قانون توسط شماری از باشگاه‌های منطقه بکار گرفته شده و در سال ۱۸۶۷، باشگاه انجمن شفیلد به وجود آمد تا برنامه‌ریز کاپ یودان یا نخستین مسابقه تورنمنت فوتبال جهان باشد.
قانون شفیلد تا سال ۱۸۷۷ یعنی پس از افشای مکاتبات شدید استوارت جی اسمیت (کاپیتان انجمن منچستر اف. سی.) دبلیو. اس. بامبریج (کالج مارلبرو) در فیلد وجود داشت. در این سال تصمیم گرفته شد که بازی ضرب پا تحت مقررات واحد انجام داده شود. قوانین اف ای عناصری از بازی شفیلد را بکار می‌گرفت.
در سال ۱۸۶۲ یک مرد انگلیسی به نام آقای لیندان پس از آنکه خانم لیندان بر اثر باد کردن بیش از اندازه کیسه مثانه خوک به بیماری ریوی دچار گشت، موفق به ساخت نخستین توپ لاستیکی قابل ارتجاع شد. ظهور این توپ‌ها باعث ایجاد یک شکلی در اندازه توپ‌ها شده و از طرفی کیسه لاستیکی باعث محکم و گرد شدن توپ می‌شد. به‌هرحال نظر به اینکه سطح خارجی آن‌ها از چرم ساخته شده بود، در هنگام خیس شدن خیلی سنگین می‌شد. در سال ۱۸۷۲ انجمن انگلیسی فوتبال به‌طور رسمی در کتاب قانون خود اعلام نمود که توپ می‌بایست «کروی بوده و محیط آن ۲۷ تا ۲۸ اینچ باشد» (۶/۶۸ تا ۱/۷۱ سانتی‌متر). این استانداردها هنوز هم توسط فیفا رعایت می‌گردند.

## انجمن فوتبال

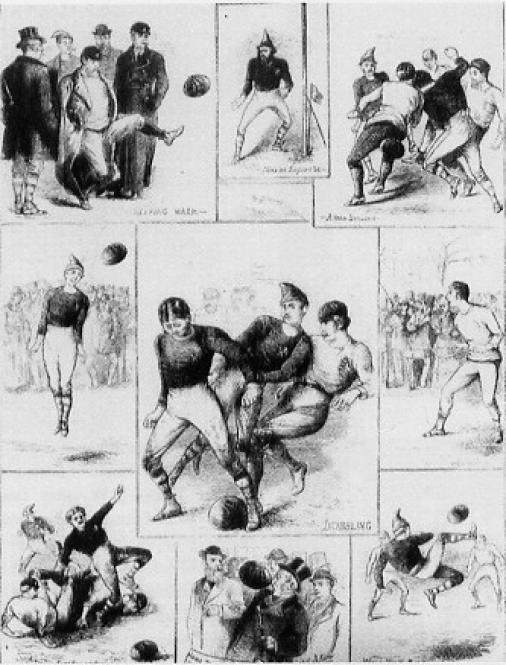
The first football international, Scotland versus England. Once kept by the Rugby Football Union as an early example of راگبی.

در سال‌های اولیه دهه ۱۸۶۰، تلاش‌های فزاینده‌ای در انگلستان در جهت یکسان‌سازی و تطبیق انواع بازی‌های عمومی مدرسه‌ای صورت گرفت. در سال ۱۸۶۲، جی.سی. ترینگ، یکی از نیروهای پیشرانه قوانین اولیه کمبریج مدیر مدرسه آپینگهام بود. او اقدام به تدوین قواعد مخصوص خود که آن را «ساده‌ترین بازی» می‌خواند، نمود. (این قوانین همچنین به‌عنوان قوانین آپینگهام شناخته می‌شوند). در ابتدای اکتبر ۱۸۶۳ نسخه بازبینی شده دیگری از قوانین کمبریج توسط هفت نفر از کمیته نمایندگان دانش آموختگان سابق مدارس هارو، شروزبوری، اتون، راگبی، مارلبرو و وست مینستر تدوین گردید.
در شامگاه روز ۲۶ اکتبر سال ۱۸۶۳ نمایندگان چندین باشگاه فوتبال در منطقه بزرگ لندن در ناحیه فری میسون تاورن در خیابان ملکه اعظم با هم ملاقات کردند. این نخستین جلسه انجمن فوتبال (اف ای) بود. این نخستین سازمان رسمی فوتبال جهان بود. مدرسه چارترهاوس نخستین سازمانی بود که دعوت را پذیرفت. نتیجه این جلسه صدور دعوتنامه از نمایندگان مدارس عمومی به جهت شرکت در این انجمن بود. بجز مدرسه ترینگ شهر آپینگهام، بیشتر مدارس از شرکت سرباز زدند. در جمع از اکتبر تا دسامبر ۱۸۶۳ شش جلسه اف ای برگزار گردید. پس از سومین جلسه، یک پیش‌نویس از قواعد توسط اف ای صادر شد. به‌هرحال، در آغاز جلسه چهارم، توجه حاضران به قوانین شفیلد و قواعد جدیدالانتشار سال ۱۸۶۳ کمبریج جلب شد. قواعد کمبریج در دو قسمت عمده با پیش‌نویس اف ای متفاوت بود؛ این دو قسمت عبارت بود از «دویدن (حمل) با توپ» و «ضربه زدن» (لگد زدن به ساق پای حریف). دو قانون مناقشه‌برانگیز اف ای بشرح زیر است:
«پنج. یک بازیکن توپ را صحیح مهار کرده یا توپ را در نخستین سعی مهار کند، می‌تواند با توپ بسوی دروازه حریف بدود؛ ولی در صورت امتیاز حریف، اجازه دویدن نخواهد داشت.»
«چهار: اگر هر یک از بازیکنان با توپ بسوی دروازه حریف بدود، بازیکنان طرف مقابل آزاد هستند تا جلوی او را گرفته، او را گرفته، با او بدود یا به او ضربه بزند، یا توپ را از او بگیرد، ولی هیچ بازیکنی نباید در یک زمان همدیگر را گرفته و بهم ضربه وارد نمایند.»
در جلسه پنجم حرکتی در جهت حذف این دو قاعده از قوانین اف ای شکل گرفته و پیشنهاد گردید. اکثر نمایندگان موافق بودند ولی شخصی به نام اف. دبلیو. کمپبل از بلاک هیس به‌شدت مخالفت نمود. او می‌گفت، «فوتبال حقیقی در ضربه زدن خلاصهٔ گردد». با این حال این حرکت تصویب گردید و ام دش؛ در پایان جلسه و ام دش؛ استفان ویلیز و کمپبل باشگاه‌های خود را از عضویت اف ای خارج شاختند. پس از برگزاری آخرین جلسه در مورخه ۸ دسامبر کمیته اف ای اقدام به انتشار «قوانین فوتبال» به‌عنوان نخستین سری قوانین جامع بازی که بعدها به نام انجمن فوتبال شناخته شد، نمود. (بعدها در برخی کشورها به‌عنوان ساکر نامیده شد).
این قوانین اولیه اف ای هنوز شامل اجزائی است که دیگر به‌عنوان اجزاء انجمن فوتبال بحساب نیامده ولی در بازی‌های دیگر قابل رویت هستند: به‌عنوان مثال، یک بازیکن می‌تواند مهار کرده و یک امتیاز طلب نماید که به او اجازه یک ضربه آزاد را خواهد داد، و اگر بازیکن در پشت دروازه حریف با توپ تماس داشته باشد، تیمش اجازه یک ضربه آزاد به سمت دروازه را از ۱۵ یادری جلوی دروازه خواهد یافت.